# Альфа: Антитерор
 Альфа: Антитерор (назва гри на Заході — ALFA: antiterror) — відеогра жанру стратегії, розроблена компанією MiST Land South і видана компанією GFI/Руссобіт-М 20 січня 2005 року в Росії. Видавець у США — Strategy First.

## Сюжет
У грі необхідно керувати діями загону елітного спецпідрозділу «Альфа» для боротьби з тероризмом. Багато завдань у грі мають реальні історичні прототипи. Кампанії охоплюють події таких військових конфліктів:
- Війна в Афганістані (1979—1989)
- Перша чеченська війна
- Дагестанська війна
- Друга чеченська війна

## Рецензії та огляди
Гра отримала гарні відгуки та середню оцінку 8,5/10 балів від оглядачів комп'ютерних ігор («Страна игр», «Лучшие компьютерные игры», PlayGround.ru).
Російський журнал «Игромания» позитивно оцінив «Альфа: Антитерор», особливо відзначив звук і музику, підбивши такий підсумок: Одна з найбільш незвичайних, складних і цікавих тактичних стратегій цього року. І, що дуже приємно, — про наші війни та про наших солдатів.